# Kristen Bjerre
Kristen Nørager Jakobsen Bjerre, (født 17. maj 1869 på Kvisgaard i Fabjerg Sogn ved Lemvig, død 4. december 1943 i Bovbjerg) var en dansk maler. 
Kristen Bjerre, der var fætter til maleren Niels Bjerre, vendte efter uddannelsen på Kunstakademiet og Krøyers skole tilbage til fødeegnen og købte i 1891 Ferring Kro. På grund af havets nedbrydning blev kroen flyttet i 1901 og Bovbjerg Badehotel opført.
Omkring badehotellet, som Bjerre drev indtil 1936, udfoldede der sig et livligt kunstnerliv. En fornem karakteristik af hele miljøet har han givet i maleriet Udflugt, Den jyske Bevægelse fra 1917. Med kirke og badehotel i baggrunden ses Niels Bjerre, Thøger Larsen, Jeppe Aakjær og Johan Skjoldborg på og ved charabancen (no) klar til afgang og med Bjerre selv som kusk.
Hoteldriften hindrede ham i at fordybe sig i maleriet, hvilket bevirkede at hans talent ikke kom til fuld udfoldelse. 
| - Værker af Kristen Bjerre - Interiør fra Lomborg Kirke i Lomborg, 1890 - Skovparti med solstrejf, 1891 - En mand piller fjer af en død fugl ved bord foran alkoven, 1910 - Interiør fra Ferring Kirke, 1910 - Opstilling med blomster ved et vindue, 1912 - Vestjysk hedegaard, 1918 - Kystparti fra Bovbjerg, 1924 - Langs stranden i stormvejr, 1938 - Landskab med gårde og marker (ukendt dato) - Opstilling med låg, potteplante og citroner (ukendt dato) |